# Пинкас, Отто
Отто Пинкас (настоящие имя и фамилия — Ота Пинкас) (чеш. Otto Pinkas; 2 марта 1849, Прага — 12 марта 1890, Прага) — чешский драматург и писатель.

## Биография
Родился в богатой пражской семье. После окончания школы, занялся частным бизнесом. Одновременно занимался литературной деятельностью, писал пьесы.
Совершил поездку по странам Европы, побывал в Испании, Италии, Франции и Швейцарии. Накопленные впечатления от путешествия отразил в книге «Cesta po Španělích», за которую был награждён испанцами Королевским Достопочтенным Орденом Карлоса III.
Активный участник культурной жизни Праги. С 1880 — член Административного комитета коллектива столичного Национального театра и заместитель директора театра Ф. А. Шуберта.
Был в числе основателей Сокольского движения и Чешского Сокола в Праге, Матицы школьной.
Пинкас был в своё время очень популярен. Несколько городов Чехии — Летины, Сварков, Либаковице и Бзи назвали его почëтным гражданином.
Умер скоропостижно от сердечного приступа.

## Избранные произведения
- Sedlák milostpán (пьеса, 1874)
- Změnil datum (комедия, 1875)
- Telefon (комедия, 1877)
- Fotografie (комедия, 1878)
- Cesta po Španělích (1880)
- Nerovné manželství (драма, 1882)
- Strýčkové (пьеса).